# Кали (богиња)
Кали (Санскрт: काली), позната и као Калика или Шијама, хиндуистичка је богиња моћи, стварања, уништења и времена. Једна је од најважнијих божанстава у хиндуизму и представља ратничко утеловање Шивине жене Парвати. Такође, Кали је једна од десет Махавидија на листи која комбинује хиндуистичка, шактистичка и будистичка божанства.
Иако се најчешће представља као симбол таме и насиља, заправо се ради о божанству које има своју застрашујућу, али и ону добру, позитивну страну. Прича о њој је веома дуга и комплексна. У шактизму, хиндуизму и тантри, Кали представља коначну стварност Брамана.
Кали је изузетно цењена у Индији, али и међу бројним религијским покретима и тантристичким сектама, које је називају и именима: Богиња мајка, Мајка Универзума, Ади Шакти или Ади Парашакти.
Најчешће се представља како игра на свом супругу Шиви који непомично лежи испод ње.

## Етимологија
Кали је женски род именице kāla која значи време. Друга имена која се користе за њу, Kālarātri и Kālikā, значе тамноплава ноћ (њена кожа на цртежима је тамноплаве боје).

## Опис
Кали се јавља у неколико облика: Сати (жена пуна врлина), Јаганмата (мајка света), Дурга (недоступна), Махакали („Велика Кали”) итд.
Она има четири руке и у свакој од њих има по један атрибут који има своје симболичко значење. У једној руци држи симитар (мач), у другој трозубац, у трећој посуду у коју капље крв из одрубљене главе коју држи у четвртој руци. У Махакали форми, она има десет глава, десет руку и десет ногу. На свакој глави налази се симбол моћи, представљен одређеним оружјем или ритуалним предметом.